# Emilio De Bono
Emilio De Bono (Cassano d'Adda, 19 maart 1866 - Verona, 11 januari 1944) was een Italiaans militair en fascistisch politicus.

## Carrière
De Bono vocht tijdens de Eritrea-oorlog (1887), de Italiaans-Turkse Oorlog (1911) en tijdens de Eerste Wereldoorlog (1915-1918) in het Italiaanse leger. In 1915 werd hij commandant van het 15de Regiment Bersaglieri en in 1918 werd hij commandant van het 9de Legerkorps. Aan het einde van de Eerste Wereldoorlog werd De Bono bevorderd tot luitenant-generaal. Na de oorlog werd hij een van de commandanten van de arditi (elitekorps van het leger) en sloot hij zich aan bij de fascistische beweging. In 1921 werd hij lid van de Nationale Fascistische Partij van Benito Mussolini en in datzelfde jaar in de Kamer van Afgevaardigden gekozen.

## Fascistische machtsovername
Tijdens de Mars op Rome (28 oktober 1922) was hij een van de leden van het quadrumviri (viermanschap) dat de mars leidde.
Na de fascistische machtsovername werd hij senator en politiechef (1923). Zijn naam werd echter in verband gebracht met de moord op Giacomo Matteotti, de antifascistische socialistische volksvertegenwoordiger (1924), waarna De Bono tot aftreden werd gedwongen als politiechef. Van 1925 tot 1929 was hij gouverneur van Italiaans-Libië en daarna minister van Koloniën (1929).
In 1929 werd De Bono tot generaal bevorderd en in 1935 tijdens de oorlog tegen Ethiopië, trad hij op als opperbevelhebber van het Italiaanse koloniale leger. In 1936 werd hij maarschalk van Italië. Hij was onderscheiden met de zilveren Medaille voor Militaire Dapperheid, een hoge Italiaanse onderscheiding. Hij was ook commandeur en later grootkruis in de Militaire Orde van Savoye en een van de weinige grootkruisen in de exclusieve Koloniale Orde van de Ster.
Emilio de Bono was katholiek en van adel en was een van de rechtsridders in de Orde van Malta.

## Val
Op 24 juli 1943 stemde De Bono als lid van de Fascistische Grote Raad voor de motie van Dino Grandi en was dus voor de afzetting van Mussolini als dictator. Als gevolg van deze keuze werd hij in Noord-Italië door fascisten van Mussolini's Italiaanse Sociale Republiek onder huisarrest gesteld. Tijdens een showproces in Verona werd De Bono als verrader ter dood veroordeeld en ondanks zijn hoge leeftijd terechtgesteld.

## Onderscheidingen
- Ridder in de Orde van de Aankondiging op 3 oktober 1937
- Orde van Sint-Mauritius en Sint-Lazarus
  - Grootofficier op 8 april 1923
  - Commandeur op 30 december 1919
  - Officier op 12 januari 1919
  - Ridder op 3 april 1913
- Militaire Orde van Savoye
  - Ridder Grootkruis op 19 juni 1936
  - Grootofficier op 10 augustus 1928
  - Commandeur op 19 september 1918
  - Ridder op 28 december 1913
- Orde van de Italiaanse Kroon
  - Ridder Grootkruis op 14 september 1920
  - Grootofficier op 1 juni 1919
  - Commandeur op 13 september 1918
  - Officier op 13 september 1917
  - Ridder op 7 november 1907
- Ridder Grootkruis in de Koloniale Orde van de Ster van Italië
- Ridder Grootkruis in de Orde van Malta
- Herdenkingsmedaille van de campagne in Afrika
- Croce d'oro per anzianità di servizio (40 dienstjaren)
- Herdenkingsmedaille van de Italiaanse-Turkse Oorlog 1911-1912
- Zilveren medaille voor Dapperheid
- Kruis voor Militaire Moed
- Medaglia mauriziana al merito militare di dieci lustri
- Herdenkingsmedaille van de Mars op Rome op 28 oktober 1922
- Herdenkingsmedaille van de Italiaanse-Oostenrijkse Oorlog 1915-1918 (2 jaren campagne)
- medaglia ricordo dell'Unità d'Italia 1848-1918